# Stigmatopteris ichtiosma
Stigmatopteris ichtiosma är en träjonväxtart som först beskrevs av Sod., och fick sitt nu gällande namn av Carl Frederik Albert Christensen. Stigmatopteris ichtiosma ingår i släktet Stigmatopteris och familjen Dryopteridaceae. Inga underarter finns listade.